# NGC 7038A
NGC 7038A је спирална галаксија у сазвежђу Индијанац која се налази на NGC листи објеката дубоког неба.
Деклинација објекта је - 47° 36' 46" а ректасцензија 21h 15m 15,0s. Привидна величина (магнитуда) објекта NGC 7038 износи 14,6 а фотографска магнитуда 15,3. NGC 7038A је још познат и под ознакама ESO 235-80, PGC 66421.